# Bria
Bria is een stad in de Centraal-Afrikaanse Republiek, en tevens de hoofdstad van het prefectuur Haute-Kotto. Het ligt aan de rivier Kotto en heeft een eigen vliegveld: Bria-Airport